# 李夫人 (雷州)
李夫人，唐朝末年至五代十国南汉女性人物，雷州海康县（今广东省雷州市）人。
李氏勇敢有谋略，远近之人信服。南汉后主荒乱无政，民间孤弱之家被有势力的权贵欺凌，无处申诉。他们共同推举李氏为帅，保境安民。北宋攻灭南汉，远州将士，拥兵不服，四处劫掠。李氏率军击退，一方得安，被尊称为李夫人，去世后，当地百姓为她立祠，每年奉祀不绝。